# Parasteleopteron guischardi
Parasteleopteron guischardi (лат.) — вид вымерших равнокрылых стрекоз из семейства Steleopteridae, живших на территории современной Германии во времена позднеюрской эпохи (150,8—145 млн лет назад). Единственный вид в роде Parasteleopteron.

## История изучения
Голотип JME SOS 3615, представляющий из себя экзоскелет, был обнаружен в немецком карьере Лангенальтхаймер-Хардт в нижнетитонском зольнхофенском известянке. Гюнтер Флек, Андре Нел, Гюнтер Бехли и Ксавье Делклос описали вид в 2001 году. Вместе с Parasteleopteron guischardi был описан Euparasteleopteron viohli.

## Описание
Тело голотипа достигает 88 мм в длину и 5 мм в ширину, крылья — 55 мм в длину и 8 мм в ширину. Были быстрыми насекомоядными хищниками.

## Систематика
Является представителем монотипического рода Parasteleopteron из вымершего семейства Steleopteridae подотряда равнокрылых стрекоз.